# Kurihara
Kurihara (栗原市, Kurihara-shi) est une ville située dans la préfecture de Miyagi, au Japon.

## Géographie

### Situation
Kurihara est située dans le nord de la préfecture de Miyagi.

### Démographie
En 2010, lors du recensement national, la population de la ville de Kurihara était de 75 305 habitants, répartis sur une superficie de 804,93 km2. En octobre 2021, elle s'élevait à 64 782 habitants.

## Histoire

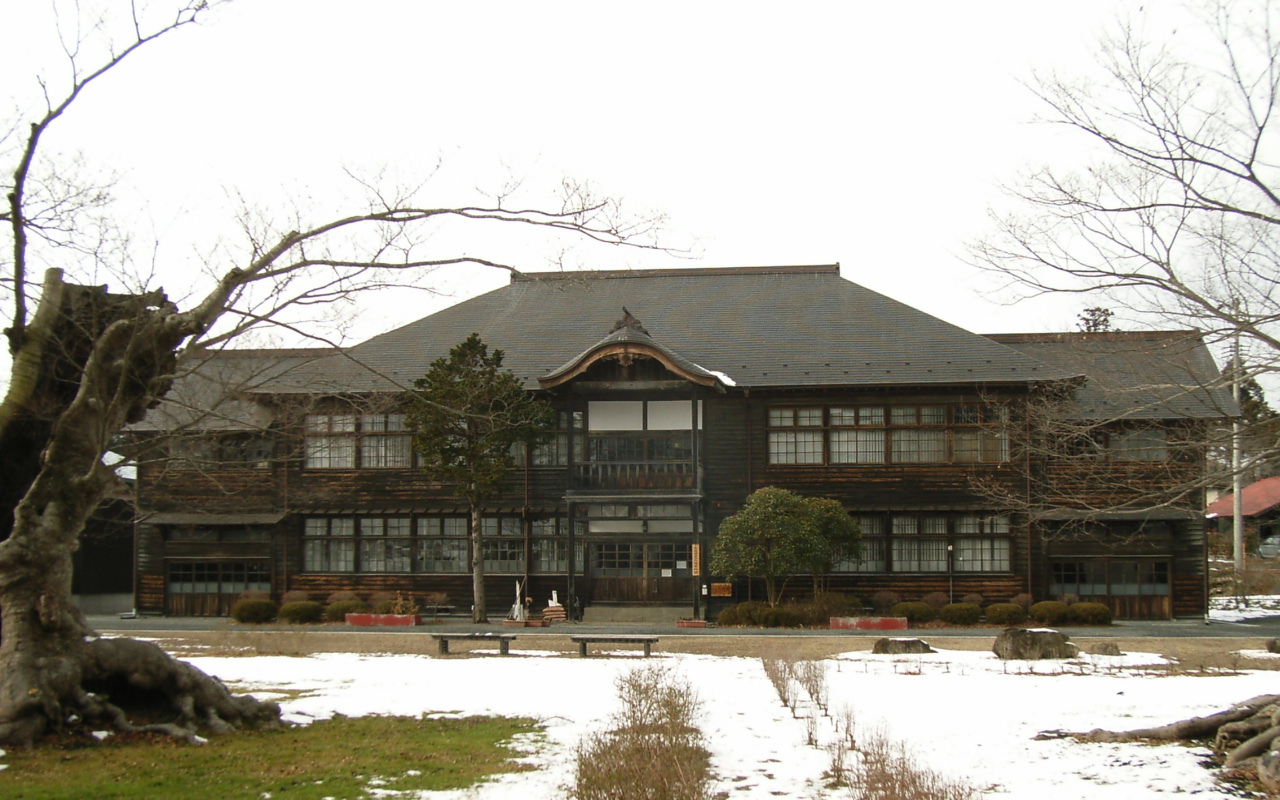
Musée historique Kannari.

Kurihara a été fondée le 1er avril 2005 par la fusion des neuf bourgs et du village formant le district de Kurihara : Hanayama, Ichihasama, Kannari, Kurikoma, Semine, Shiwahime, Takashimizu, Tsukidate, Uguisuzawa et Wakayanagi.

## Transports
La ville est desservie par les trois routes nationales 4, 398 et 457.
Kurihara est desservie par la ligne Shinkansen Tōhoku à la gare de Kurikoma-Kōgen, ainsi que par la ligne principale Tōhoku de la JR East.

## Jumelages
- Akiruno (Japon) depuis 1985